# American Music Awards de 2011
O 39º American Music Awards ocorreu em 20 de novembro de 2011, no Nokia Theatre L.A. Live, em Los Angeles, nos Estados Unidos. A premiação reconheceu os artistas e álbuns mais populares do ano de 2011. Os indicados foram anunciados em 11 de outubro de 2011. Como no ano anterior, a cerimônia não contou com nenhum apresentador, e foi transmitida ao vivo pela rede de TV ABC. No Brasil a premiação foi exibida ao vivo, com tradução simultânea, no canal fechado TNT. As grandes vencedoras da noite foram as cantoras Adele e Taylor Swift, com 3 prêmios cada, seguidas de Nicki Minaj com 2 prêmios.

## Performances
| Artista                       | Canção                                                   | Apresentado por              |
| Pré-show                      | Pré-show                                                 | Pré-show                     |
| ----------------------------- | -------------------------------------------------------- | ---------------------------- |
| Hot Chelle Rae                | "I Like It Like That" "Tonight Tonight"                  | —                            |
| Premiação                     |                                                          |                              |
| David Guetta Nicki Minaj      | "Super Bass" "Sweat" "Turn Me On"                        | —                            |
| Justin Bieber                 | "Mistletoe"                                              | Sean Kingston                |
| The Band Perry                | "If I Die Young"                                         | —                            |
| Chris Brown                   | "All Back" "Say It With Me"                              | 50 Cent                      |
| Kelly Clarkson                | "Mr. Know It All"                                        | Jane Levy Cheryl Hines       |
| Enrique Iglesias Ludacris     | "I Like How It Feels" Tonight (I'm Lovin' You)"          | Vanessa Marano Katie Leclerc |
| Jennifer Lopez Pitbull        | "Until It Beats No More" "Papi" On the Floor"            | —                            |
| OneRepublic                   | "Good Life"                                              | Adam Lambert                 |
| Pitbull Lil Jon Marc Anthony  | "I Know You Want Me" "Give Me Everything" "Rain Over Me" | Benjamin Bratt               |
| Katy Perry                    | "The One That Got Away"                                  | Heidi Klum                   |
| Mary J. Blige                 | "Mr. Wrong"                                              | Alanis Morissette            |
| Maroon 5 Christina Aguilera   | "Moves Like Jagger"                                      | Bruno Mars                   |
| Gym Class Heroes Adam Levine  | "Stereo Hearts"                                          | —                            |
| Drake                         | "Headlines"                                              | John Legend                  |
| Daughtry                      | "Crawling Back to You"                                   | Gavin DeGraw                 |
| will.i.am Jennifer Lopez      | "T.H.E. (The Hardest Ever)"                              | Jenny McCarthy               |
| LMFAO Lauren Bennett GoonRock | "Party Rock Anthem" e "Sexy and I Know It"               | Lionel Richie Vanessa Lachey |

## Vencedores e indicados
| Artista do Ano (apresentado por Lionel Richie e Vanessa Lachey) | Sprint Artista Revelação (apresentado por Joe Jonas)                                          |
| --------------------------------------------------------------- | --------------------------------------------------------------------------------------------- |
| - Taylor Swift - Adele - Lil Wayne - Katy Perry - Lady Gaga     | - Hot Chelle Rae - The Band Perry - Miguel - Wiz Khalifa                                      |
| Cantor de Pop/Rock (apresentado por Julie Bowen e Sarah Hyland) | Cantora de Pop/Rock                                                                           |
| - Bruno Mars - Justin Bieber - Pitbull                          | - Adele - Lady Gaga - Katy Perry                                                              |
| Banda/Dupla/Grupo Pop/Rock (apresentado por Queen Latifah)      | Álbum de Pop/Rock (apresentado por Jenny McCarthy)                                            |
| - Maroon 5 - LMFAO - One Republic                               | - 21 – Adele - Born This Way – Lady Gaga - Loud – Rihanna                                     |
| Cantor de Country                                               | Cantora de Country (apresentado por Hot Chelle Rae)                                           |
| - Blake Shelton - Jason Aldean - Brad Paisley                   | - Taylor Swift - Miranda Lambert - Sara Evans                                                 |
| Banda/Dupla/Grupo de Country (apresentado por Nickelback)       | Álbum de Country (apresentado por Katherine Heigl e Josh Kelley)                              |
| - Lady Antebellum - The Band Perry - Zac Brown Band             | - Speak Now – Taylor Swift - My Kinda Party – Jason Aldean - The Band Perry – The Band Perry  |
| Artista de Rap/Hip Hop (apresentado por Jennifer Hudson)        | Álbum de Rap/Hip Hop (apresentado por Taylor Swift)                                           |
| - Nicki Minaj - Lil Wayne - Kanye West                          | - Pink Friday – Nicki Minaj - Tha Carter IV – Lil Wayne - Jay-z Kanye West – Watch the Throne |
| Cantor de Soul/R&B                                              | Cantora de Soul/R&B (apresentado por Robin Thicke e Ellie Goulding)                           |
| - Usher - Chris Brown - Trey Songz                              | - Beyoncé - Kelly Rowland - Rihanna                                                           |
| Álbum de Soul/R&B (apresentado por Selena Gomez e Taio Cruz)    | Artista Alternativo                                                                           |
| - Loud – Rihanna - F.A.M.E. – Chris Brown - 4 – Beyoncé         | - Foo Fighters - The Black Keys - Mumford & Sons                                              |
| Artista Adulto Contemporâneo                                    | Artista Latino (apresentado por Jennifer Morrison e Matthew Morrison)                         |
| - Adele - Bruno Mars - Katy Perry                               | - Jennifer Lopez - Enrique Iglesias - Pitbull                                                 |
| Artista Inspirador Contemporâneo                                | Prêmio Especial (apresentado por Heidi Klum)                                                  |
| - Casting Crowns - TobyMac - Third Day                          | Katy Perry[a]                                                                                 |

Notas
- ↑[a]  Por tornar-se a primeira cantora da história a ter 5 canções de um mesmo álbum a chegar à primeira posição da parada norte-americana.